# Энтри-Ижуис
Энтри-Ижуис (порт. Entre-Ijuís)  —  муниципалитет в Бразилии, входит в штат Риу-Гранди-ду-Сул. Составная часть мезорегиона Северо-запад штата Риу-Гранди-ду-Сул. Входит в экономико-статистический  микрорегион Санту-Анжелу. Население составляет 9515 человек на 2006 год. Занимает площадь 552,545 км². Плотность населения — 17,2 чел./км².
Праздник города —  13 апреля. 

## Статистика
- Валовой внутренний продукт на 2003 составляет 117.037.754,00 реалов (данные: Бразильский институт географии и статистики).
- Валовой внутренний продукт на душу населения на 2003 составляет 12.190,16 реалов (данные: Бразильский институт географии и статистики).
- Индекс развития человеческого потенциала на 2000 составляет 0,767 (данные: Программа развития ООН).

## География
Климат местности: субтропический гумидный.